# Норт-Бенд (Вашингтон)
Норт-Бенд (англ. North Bend) — місто (англ. city) в США, в окрузі Кінг штату Вашингтон. Населення — 7461 особа (2020).
Після закриття лісопилки Weyerhaeuser's Snoqualmie Норт-Бенд став процвітаючим спальним районом Сіетла, який розташований приблизно за 30 миль (48 км) на захід. Місто стало відомим завдяки телесеріалу Девіда Лінча «Твін Пікс», який частково знімався в Норт-Бенді. Тут також розташована компанія Nintendo North Bend, головний північноамериканський виробничий і дистриб'юторський центр виробника ігрових консолей Nintendo.

## Географія
Норт-Бенд розташований за координатами 47°29′25″ пн. ш. 121°46′27″ зх. д. / 47.49028° пн. ш. 121.77417° зх. д. (47.490386, -121.774045).  За даними Бюро перепису населення США в 2010 році місто мало площу 11,15 км², з яких 11,05 км² — суходіл та 0,09 км² — водойми.

### Клімат
| Клімат : Норт-Бенд                                         | Клімат : Норт-Бенд | Клімат : Норт-Бенд | Клімат : Норт-Бенд | Клімат : Норт-Бенд | Клімат : Норт-Бенд | Клімат : Норт-Бенд | Клімат : Норт-Бенд | Клімат : Норт-Бенд | Клімат : Норт-Бенд | Клімат : Норт-Бенд | Клімат : Норт-Бенд | Клімат : Норт-Бенд | Клімат : Норт-Бенд |
| Показник                                                   | Січ.               | Лют.               | Бер.               | Квіт.              | Трав.              | Черв.              | Лип.               | Серп.              | Вер.               | Жовт.              | Лист.              | Груд.              | Рік                |
| Абсолютний максимум, °C                                    | 19,4               | 23,9               | 26,1               | 32,2               | 36,1               | 37,2               | 40,6               | 38,9               | 36,7               | 35,0               | 23,9               | 19,4               | 40,6               |
| Середній максимум, °C                                      | 4,4                | 6,7                | 11,1               | 15,0               | 18,3               | 21,7               | 24,4               | 25,0               | 21,1               | 15,0               | 8,9                | 5,6                | 14,8               |
| Середній мінімум, °C                                       | −1,7               | 0,0                | 2,2                | 4,4                | 6,7                | 9,4                | 10,6               | 10,6               | 8,3                | 5,6                | 2,8                | −1,1               | 4,8                |
| Абсолютний мінімум, °C                                     | −23,9              | −22,8              | −13,3              | −4,4               | −3,3               | −0,6               | 2,2                | 1,7                | −1,1               | −5                 | −16,7              | −18,9              | −23,9              |
| Норма опадів, мм                                           | 210                | 149                | 149                | 112                | 89                 | 72                 | 33                 | 38                 | 75                 | 139                | 216                | 219                | 1501               |
| ---------------------------------------------------------- | ------------------ | ------------------ | ------------------ | ------------------ | ------------------ | ------------------ | ------------------ | ------------------ | ------------------ | ------------------ | ------------------ | ------------------ | ------------------ |
| Джерело: http://www.wrcc.dri.edu/cgi-bin/cliMAIN.pl?wa7773 |                    |                    |                    |                    |                    |                    |                    |                    |                    |                    |                    |                    |                    |

## Демографія
Згідно з переписом 2010 року, у місті мешкала 5731 особа в 2210 домогосподарствах у складі 1487 родин. Густота населення становила 514 особи/км².  Було 2348 помешкань (211/км²).
Расовий склад населення:
| - 90,7 % — білих - 1,6 % — азіатів - 0,9 % — корінних американців - 0,5 % — чорних або афроамериканців - 0,1 % — вихідців з тихоокеанських островів - 2,5 % — осіб інших рас |

До двох чи більше рас належало 3,6 %. Частка іспаномовних становила 6,4 % від усіх жителів.
За віковим діапазоном населення розподілялося таким чином: 26,8 % — особи молодші 18 років, 63,8 % — особи у віці 18—64 років, 9,4 % — особи у віці 65 років та старші. Медіана віку мешканця становила 38,7 року. На 100 осіб жіночої статі у місті припадало 97,1 чоловіків;  на 100 жінок у віці від 18 років та старших — 94,3 чоловіків також старших 18 років.
Середній дохід на одне домашнє господарство  становив 105 380 доларів США (медіана — 82 243), а середній дохід на одну сім'ю — 124 136 доларів (медіана — 100 189). Медіана доходів становила 79 648 доларів для чоловіків та 46 574 долари для жінок. За межею бідності перебувало 15,0 % осіб, у тому числі 23,2 % дітей у віці до 18 років та 9,7 % осіб у віці 65 років та старших.
Цивільне працевлаштоване населення становило 3070 осіб. Основні галузі зайнятості: науковці, спеціалісти, менеджери — 16,6 %, роздрібна торгівля — 16,0 %, мистецтво, розваги та відпочинок — 15,9 %.